# Етатизм
Етатизм, статизм (від фр. État або англ. State — держава) — напрям політичної думки, який розглядає державу як найвищий результат і мету суспільного розвитку. В деяких країнах (наприклад, у Туреччині) цей термін позначав офіційну державну політику. У політичній науці етатизм — це переконання, що держава повинна контролювати як економічну, так і соціальну політику, або кожну з них до певної міри. Етатизм позиціонується як противага анархізму. Етатизм може набувати різних форм — від монархізму до тоталітаризму. Етатизм — соціологічна теорія, що обґрунтовує необхідність активного втручання держави в економічне та політичне життя суспільства, яка розглядає його як вищий результат і мету товариств, розвитку.
Етатизація (від фр. l’etat — держава) — посилення втручання держави в економічне та політичне життя.
У юриспруденції етатизм ставить існування права в нерозривний зв'язок з існуванням держави і не визнає іншого права, крім як санкціонованого державою. В економіці «етатистськими» називають концепції та моделі, побудовані на жорсткому державному регулюванні економіки — тобто дирижизм (що може бути, а може і не бути тісно пов'язано з політичним авторитаризмом). Етатизм розглядає державу як вищий інститут, який стоїть над усіма іншими інститутами.

## Генеза поняття етатизм
Ідеї етатизму були властиві соціальним концепціям ще в давнину, однак придбали артикульований характер з формуванням самого поняття держави як безособового соціального інституту, що має статус суб'єкта певних соціальних відносин і дій, що, в свою чергу, стало можливим з закінченням епохи абсолютних монархій. Формування абстракції держави мало велике теоретичне і політичне значення. В.Орландо представляв державу у вигляді юридичної особи, і це відкриття, мало для правознавства значення не менше, ніж декартове «cogito ergo sum» (Мислю, а отже й існую.) для філософії. Етатизм колишніх епох не міг виділити державу як таку, відмежувати її від государя. Так, ще Н. П. Огарев вважав немислимою ідею державної власності на землю і абстрактного поняття держави-власника, яка володіє землею на правах приватної людини, і вважав можливим говорити або про государєву, або про приватну власність: до поняття держави-власника, по його словами, не додумалися ні практична Англія, ні Французька революція і французький соціалізм, ні прусська філософія, хоча вони й "додали відверненому поняттю держави всілякі абстрактні властивості, або сили; держава могла бути вищим розумом, вищим правосуддям, вищою ідеєю, якій кожен був зобов'язаний жертвувати життям … ".

Розбираючи погляди «економістів», А. де Токвіль дійшов висновку: 
«Велетенська соціальна влада, яка малюється в уяві економістів, не тільки ширше всіх тих, які були у них перед очима, вона, крім того, відрізняється від них своїм походженням і характером. Вона не благословення безпосередньо від Бога і не пов'язана з наслідуванням, вона безособова і ім'я їй вже не король, а Держава; вона не становить спадкового надбання будь-якої "фамілії"; вона виходить від сукупності усіх факторів, представляє всіх і має на меті підпорядкувати права окремої особи загальній волі. З цією особливою формою тиранії, званою демократичним деспотизмом і невідомої в середньовіччі, їх думка вже дуже добре освоїлася»
Етатизм неоднорідний. Втілення в тій чи іншій мірі і формі етатистських ідей пов'язують з тоталітаризмом, соціалізмом, державним патерналізмом (концепція державної опіки, установлюваної над індивідами, підприємствами і організаціями) і інтервенціонізмом (доктрина адміністративного втручання в ринкову економіку). «Утопічний етатизм» (за висловом Н. А. Бердяева) властивий концепціям євразійців. В 30-ті роки 20 ст. етатизм становив одне з основних положень ідеології кемалізма в Туреччині.

## Держава, суспільство й індивіди
Деякі аналітики використовують дихотомію між державою та ринком, перегляд стану в вигляді однорідного інституту, здатного за допомогою політичної влади, щоб змусити політику на ринку, який є сумою мирного людської діяльності. Такий аналіз залежить від елітарної теорії влади, а не плюралістичної теорії влади; що влада здійснюється осіб та конкуруючих організацій в суспільстві.
Авторитаризм, з іншого боку, розглядає сильну, авторитетну владу відповідно до вимог законодавства або застосовування моралі і культурних практик. Ідеологія етатизму підтримував фашизм вважає, що суверенітет не належить народу, але в національній державі, і що всі люди і асоціації існують тільки для підвищення потужності, престиж і добробут держави. Це відкидає індивідуалізм і сім'ю та звеличує націю як органічне тіла на чолі з Верховного лідера і підживлюються єдності, сили і дисципліни. Фашизм і деякі форми корпоративізму звеличувати моральну позицію, що корпоративна група, як правило, держава, це більше, ніж сума його частин, і що люди мають моральне зобов'язання служити державі.

Головний представник Австрійської школи економіки Людвіг фон Мізес про етатизм:
Етатизм предстає одразу у двох іпостасях: соціалізму і інтервенціонізму. Вони переслідували спільну ціль - безумовне підкорення індивіда державі, суспільному апарату стримування й примусу.
Також Мізес про етатизм у книзі "Всемогутній уряд: сходження тотальної держави та тотальна війна":
До етатизму призвели не дії непідконтрольних людині вищих сил, не природа речей, а виключно дії самих людей. Збиті з пантелику діалектичними софізмами й фантастичними ілюзіями, сліпо довіряючи помилковим доктринам, засліплені заздрістю й ненаситною жадібністю, люди піддали капіталізм осміянню й завели замість нього порядок, що породжує конфлікти, які не мають мирного вирішення. ...

Етатизм — у вигляді інтервенціонізму чи соціалізму — неминуче веде до конфліктів, війн та тоталітарного гноблення великих груп населення.

### Етатизм та статизм
Щодо термінів "етатизм" та "статизм" Людвіг фон Мізес:
Термін etatism (від фр. etat - держава) здається мені більш вдалим, ніж statism (від англ. state - держава - прим. перекл.). Він ясно відображує той факт, що ідеологія етатизму виникла не у англосаксонському світі й була засвоєна ним лише згодом.

## Економічний етатизм
Економічний етатизм сприяє думці, що держава має велику, необхідну, і законну роль в керівництві економікою, або безпосередньо через державні підприємства та інших видів техніки уряду або побічно, через економічне планування.

### Державний інтервенціонізм
Термін «етатизм» іноді використовується для позначення ринкової економіки з великою кількістю втручання уряду, регулювання або впливу над ринком або змішаної ринкової економіки. Економічний інтервенціонізм стверджує, що держава має законну або необхідну роль в рамках капіталістичної економіки, втручаючись в ринки, намагаючись сприяти економічному зростанню і підвищенню рівня зайнятості.

### Державний соціалізм
Державний соціалізм в цілому належить до форм соціалізму, заснованих на державній власності на засоби виробництва і державної спрямовані розподілу ресурсів. Він часто використовується відносно радянського типу економічних систем колишніх комуністичних держав.
В деяких випадках, коли використовується по відношенню до економіки радянського типу, державний соціалізм використовується нарівні з державною капіталізмом на підставі того, що радянська модель економіки була фактично на основі процесу державного спрямовані накопичення капіталу і соціальної ієрархії.
Політично, державний соціалізм часто використовується для позначення будь-якого соціалістичного політичної ідеологій або рухів, які виступають за використання державної влади для побудови соціалізму, або до переконання, що держава повинна бути привласнив і використовується для забезпечення успіху соціалістичної революції. Це, як правило, використовується стосовно марксистсько-ленінських соціалістів, що ратують стану однопартійності.

### Державний капіталізм

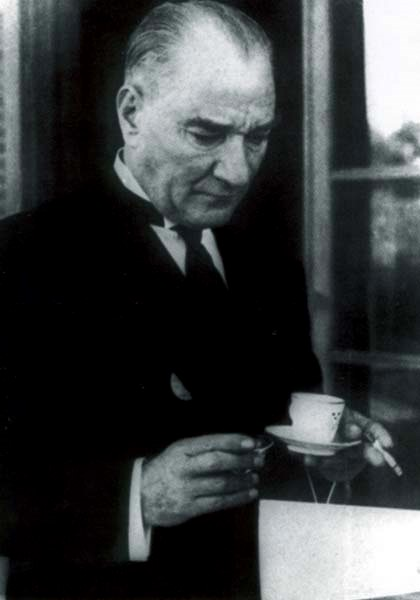
Мустафа Кемаль Ататюрк — основоположник турецького етатизму

Статика може бути використана для позначення державного капіталізму. Державний капіталізм належить до форм капіталізму, які показують високі концентрації державних комерційних підприємств( але слід зазначити що "Державний капіталізм" хоч і має частку "капіталізм" але не підходить під його традиційне визначення). В деяких випадках, державний капіталізм, належить до економічної політики, таких як керованістю, яка існувала у Франції в другій половині 20-го століття; і в сучасних економіках Китайської Народної Республіки і Сингапур, де уряд володіє контрольними пакетами акцій у публічних компаній. Деякі автори також визначають колишні економіки Східного блоку, які утворюють форму державного капіталізму.

## Етатизм в Туреччині
Принцип етатизму був прийнятий Кемалем Ататюрком і включений (в 1931) в програму Народно-республіканської партії і (в 1937) в Конституцію Турецької Республіки як офіційна економічна доктрина. Політика етатизму дозволила Туреччині домогтися прискореного розвитку національної економіки. Після 2-й світової війни 1939—1945 років у зв'язку з посиленням впливу крупної буржуазії уряд Туреччини відійшов від політики етатизму, доктрина етатизму була витіснена теорією «змішаної економіки». В 60-ті роки було висунуте гасло «нового етатизму».